# فنگ کای
فنگ کای (انگلیسی: Feng Kai؛ زادهٔ ۲۸ اوت ۱۹۷۸) اسکیت‌باز سرعت اهل چین است.